# Nkaya
Nkaya ist ein kleiner Ort zwölf Kilometer südlich der Stadt Balaka in Malawi mit verkehrstechnischer Bedeutung, da hier die Linie nach Nacala von der nach Blantyre und Lilongwe abzweigt.